# Hallenhockey-Europameisterschaft der Damen 1990
Die Hallenhockey-Europameisterschaft der Damen 1990 war die sechste Auflage der Hallenhockey-Europameisterschaft der Damen. Sie fand vom 5. Januar bis 7. Januar in Elmshorn statt. Titelverteidiger Deutschland feierte nach dem Finalsieg über Spanien im 43. Hallenhockey-Länderspiel den 42. Länderspielsieg und den sechsten Europameistertitel.

## Vorschlussrunde
| Deutschland | – | Schottland | 12:1 (6:1) |

| Spanien | – | Frankreich | n. b. |

## Platzierungsspiele

### Spiel um Platz 7
| Italien | – | Polen | n. b. |

### Spiel um Platz 5
| Wales | – | Irland | 3:2 i. S. |

### Spiel um Platz 3
| Schottland | – | Frankreich | 13:2 (5:2) |

### Finale
| Deutschland | – | Spanien | 4:3 (2:1) |

Alle vier Treffer für die deutsche Nationalmannschaft erzielte vor 800 Zuschauern Philippa Suxdorf vom Großflottbeker THGC.